# Omas gegen Rechts

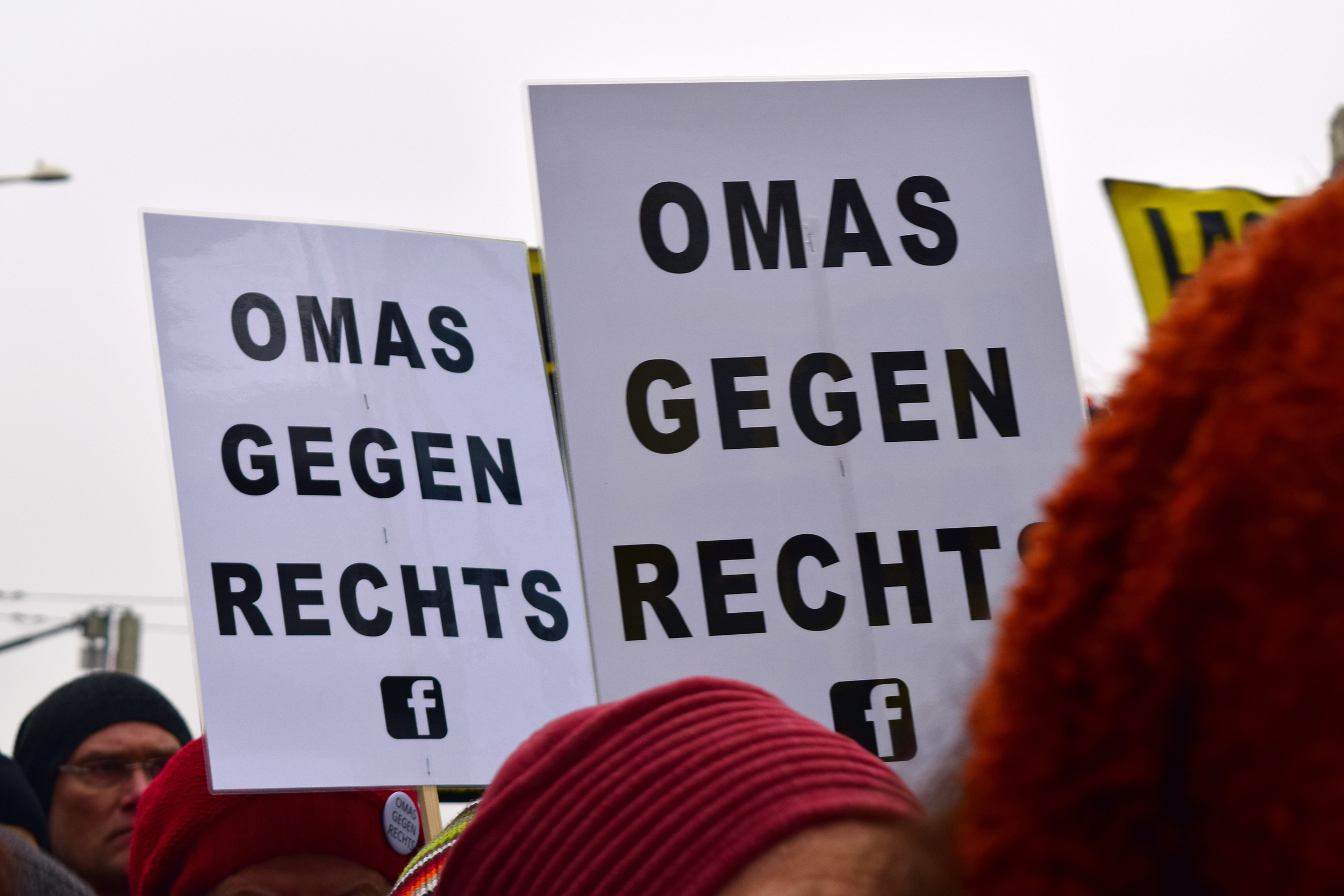
Manifestazione a Vienna

Omas gegen Rechts (Nonne contro la destra) è un movimento politico tedesco. Originariamente fondato a Vienna nel 2017 in seguito all'entrata del Partito della Libertà Austriaco nel governo Kurz, il movimento si è esteso pochi mesi dopo a Berlino, in opposizione al partito Alternative für Deutschland.

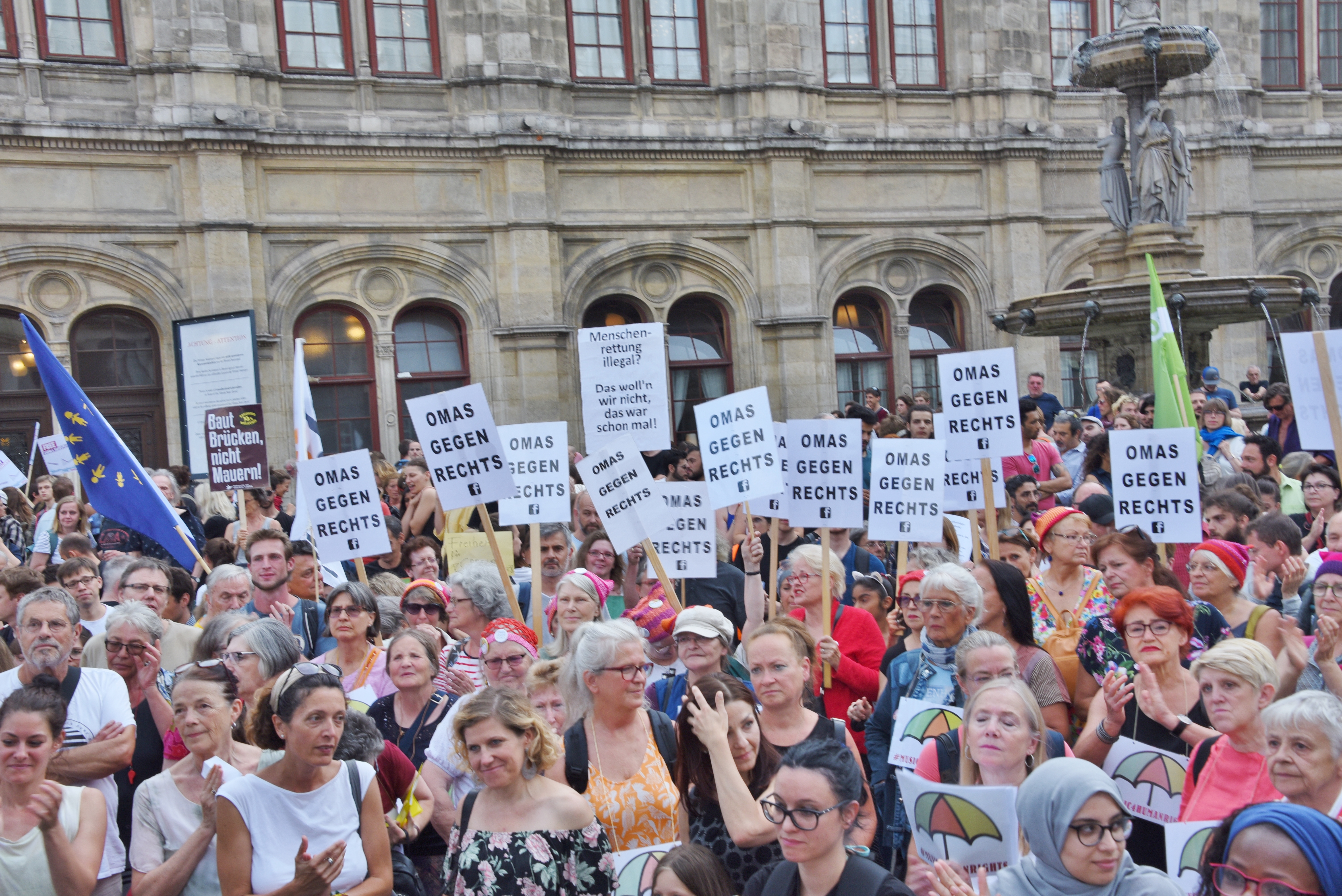
Manifestazione per la liberazione di Carola Rackete

Oltre alla critica dell'estrema destra, tra gli obiettivi del movimento figurano la battaglia contro il riscaldamento globale e per la giustizia climatica.